# Pecorino (Rebsorte)
Pecorino ist eine autochthone Weißweinsorte Mittelitaliens und wird in den Regionen Abruzzen (Provinzen Chieti, L’Aquila und Teramo), Latium (Provinz Rieti), Marken (Provinzen Ancona, Ascoli Piceno und Macerata) sowie in Umbrien angebaut. Im Jahr 1999 wurden noch 213 Hektar bestockter Rebfläche erhoben. Im Jahr 2016 waren in Italien 1.628 ha und in Peru 114 ha mit dieser Rebsorte bestockt.
Die frühreifende, wuchsfreudige Sorte erbringt nur schwankende Erträge. Die aus ihr gekelterten Weine sind fruchtig und verfügen über eine feine Säure. Ihre Weine werden für die DOC-Weine Controguerra, Falerio dei Colli Ascolani sowie den DOCG-Wein Offida verwendet.
Die „Taufe“ des Pecorino d’Abruzzo fand im Jahr 1997 statt, als Luigi Cataldi Madonna erstmals
den Namen der Rebsorte auf dem Etikett anbrachte, mit einer Anfangsproduktion von etwa 2.000
Flaschen aus einem Weinberg von 8.000 Quadratmetern. Diese Handlung hatte einen entscheidenden Einfluss auf die Anerkennung und Verbreitung des Pecorino und trug maßgeblich zu seiner Wiederentdeckung und Aufwertung im regionalen Weinbau bei. Zu dieser Entscheidung
sagte Cataldi Madonna: „Nomina sunt numina — einen Namen zu geben bedeutet, ihm eine Identität zu verleihen“.
Innerhalb weniger Jahre erlebte die Rebsorte ein bedeutendes Wachstum. Nach aktuellen Daten gibt es in den Abruzzen etwa 1.260 Hektar mit Pecorino bestockte Rebflächen, die jährlich 218.560 Quintal Trauben und über 18 Millionen Flaschen hervorbringen. Die weite Verbreitung der Anbauflächen zeigt, dass die Abruzzen zum bevorzugten Gebiet für diese Rebsorte geworden sind, die heute als eine der interessantesten weißen Rebsorten Mittelitaliens gilt.

## Synonyme
46 Synonyme sind bekannt: Arquitano, Biancuccia, Bifolchetto, Bifolco, Bifolvo, Dolcipappola, Dolcipappolo, Forcese, Forconese, Iuvino, Juvino, Lanzesa, Moscianello, Mosciolo, Mostarello, Norcino, Pecorella, Pecorello, Pecorello di Rogliano, Pecori, Pecorina, Pecorina Aquitanella, Pecorina Arquatanella, Pecorino Bianco, Pecorino de Arquata, Pecorino di Arquata, Pecorino di Osimo, Piscianello, Piscianino, Promotico, Sgranarella, Stricarella, Striccarella, Trebbiano Viccio, Uva Cani, Uva degli Osti, Uva dell’Occhio Piccola, Uva delle Donne, Uva delle Peccore, Uva Pecorina, Uvarella, Uvina, Vecia, Verdicchio Bastardo Bianco, Vissanello, Vissanello Bianco.